# Matte dwergzandbij
De matte dwergzandbij (Andrena alfkenella) is een vliesvleugelig insect uit de familie Andrenidae. De wetenschappelijke naam van de soort is voor het eerst geldig gepubliceerd in 1914 door Perkins.